# تام دشل
تام دشل (به انگلیسی: Tom Daschle) زاده ۹ دسامبر ۱۹۴۷ سیاست‌مدار کهنه‌کار در مجلس سنای ایالات متحده آمریکا از حزب دموکرات این کشور است.
در سال ۲۰۰۸ باراک اوباما او را برای مقام وزیر بهداشت آمریکا معرفی کرده بود.
تام دشل دارای مدرک بی‌ای از دانشگاه داکوتای جنوبی است.